# YTN 24 (200)
《YTN 24 (200)》는 대한민국 YTN에서 매일 새벽 1시 50분에 방송되는 YTN의 심야뉴스 프로그램이다.

## 앵커
- 무작위